# Бауэр, Лео
Леопольд Ба́уэр (нем. Leopold Bauer, псевдоним Рудольф Кац (Rudolf Katz); 18 декабря 1912, Скалат, Восточная Галиция — 18 сентября 1972, Бонн) — немецкий политик, член КПГ, СЕПГ, СДПГ. Советник Вилли Брандта.

## Биография
В 1928 году в 16 лет Лео Бауэр, сын еврейского коммерсанта, вступил в СДПГ. В 1931 году перешёл в Социалистическую рабочую партию Германии, а в 1932 году — в КПГ. Получив аттестат зрелости, изучал экономику и право в Берлинском университете, с приходом к власти национал-социалистов был исключён из университета из-за своего еврейского происхождения.
В 1933 году Бауэр неоднократно подвергался арестам и в конце концов эмигрировал во Францию. В 1936—1939 годах работал секретарём верховного комиссара Лиги Наций по делам беженцев. В 1939 году был арестован во Франции и содержался в лагерях для интернированных. Находясь в списках на высылку в Германию, Бауэр бежал в Швейцарию. В октябре 1942 года за нелегальное пребывание в Швейцарии и работу на компартию Лео Бауэр был арестован и приговорён к двум годам тюремного заключения. Провёл 19 месяцев в женевской тюрьме и затем до 1944 года содержался в лагере для интернированных.
В 1945 году Лео Бауэр вернулся в Германию. В 1945—1949 годах входил в состав земельного руководства КПГ в Гессене. Был командирован от КПГ в так называемый Консультативный земельный комитет Большого Гессена, с 26 февраля 1946 по 14 июля 1946 года возглавлял в нём фракцию КПГ. Был избран делегатом Конституционного земельного собрания Гессена, с 15 июля 1946 по 30 ноября 1946 года возглавлял фракцию КПГ и занимал должность заместителя председателя. Подписал редакцию Конституции земли Гессен от своей фракции КПГ.
С 1 декабря 1946 года по 30 июня 1949 года Лео Бауэр являлся депутатом ландтага Гессена и возглавлял в нём фракцию КПГ. Лео Бауэр являлся внештатным сотрудником газеты Frankfurter Rundschau и издавал журнал Wissen und Tat.
В 1949 году по приглашению СЕПГ Лео Бауэр переехал в Восточный Берлин, где занял должность главного редактора радио Deutschlandsender и вступил в СЕПГ. Спустя год Бауэр стал жертвой политических чисток. 1 сентября Бауэр вместе с Паулем Меркером и другими партийцами, поддерживавшими контакты с Ноэлем Филдом, был исключён из СЕПГ. На последовавшем в 1952 году показательном процессе Бауэр был приговорён советским военным судом к смертной казни за шпионаж в пользу США. В отличие от других жертв дела Ноэля Филда, смертную казнь Лео Бауэру заменили на 25 лет исправительных работ в сибирских лагерях.
Через два года после смерти Сталина, Бауэр был освобождён и выслан в Западную Германию, где он вновь вступил в СДПГ и работал журналистом. Занимал должность политического редактора журнала Stern, а с 1968 года — главного редактора журнала СДПГ Die Neue Gesellschaft. В 1960-е годы являлся советником Вилли Брандта.
В 1990 году Лео Бауэр был реабилитирован партийным комитетом Партии демократического социализма.